# Arne Jacobsen (bågskytt)
Arne Jacobsen, född 12 juni 1942, är en dansk bågskytt. Han deltog vid olympiska sommarspelen 1972 och olympiska sommarspelen 1976.